# Alison Van Uytvanck
Alison Van Uytvanck (* 26. März 1994 in Vilvoorde) ist eine ehemalige belgische Tennisspielerin.

## Karriere
Van Uytvanck, die im Alter von fünf Jahren mit dem Tennisspielen begann, sammelte 2010 erste Erfahrungen auf dem ITF Women’s Circuit. 2011 gewann sie dort ihre ersten drei Profititel und debütierte im selben Jahr beim WTA-Turnier in Brüssel mit einer Wildcard in der Qualifikation. Nach zwei Siegen gelang ihr der Sprung ins Hauptfeld, wo sie nach einem Erfolg über Patty Schnyder auf Anhieb die zweite Runde erreichte, in der sie ihrer Landsfrau Yanina Wickmayer unterlag.
Ende 2012 gewann Van Uytvanck ihren ersten ITF-Titel bei einem Turnier der $25.000-Kategorie, auf den Anfang 2013 ein weiterer folgte. In Wimbledon trat sie erstmals in der Qualifikation zu einem Grand-Slam-Turnier an und scheiterte in der zweiten Runde. Nach zwei weiteren ITF-Titeln, gelang ihr zum Saisonabschluss bei einem Turnier der WTA Challenger Series in Taipeh ihr erster größerer Turniersieg. Im Finale traf Van Uytvanck erneut auf Wickmayer, konnte die Partie aber diesmal für sich entscheiden.
2014 gab sie dann bei den Australian Open ihren Einstand im Hauptfeld eines Grand-Slam-Turniers, verlor dort aber zum Auftakt. In Florianópolis kam sie im Anschluss erstmals ins Viertelfinale eines WTA-Turniers, bevor sie in Wimbledon gegen Monica Niculescu ihren ersten Erfolg in der Hauptrunde eines Grand-Slam-Turniers feiern konnte. Durch den Einzug in ihr erstes WTA-Halbfinale in Hongkong, schloss sie die Saison erstmals in den Top 100 der Tennisweltrangliste ab.
Im Jahr darauf erreichte Van Uytvanck nach einem Einzug ins Halbfinale von Katowice bei den French Open überraschend das Viertelfinale und damit ihr bis heute bestes Ergebnis bei einem Grand-Slam-Turnier. In der Runde der letzten Acht musste sie sich dann Timea Bacsinszky geschlagen geben. Bis zum Ende des Jahres stand sie in Seoul und Luxemburg noch zweimal in einem WTA-Halbfinale und konnte die Saison erstmals in den Top 50 der Welt abschließen. 2016 musste sich Van Uytvanck ein Geschwulst am rechten Knöchel entfernen lassen und fiel daraufhin für die komplette Sandplatzsaison aus. Da sie die Punkte aus dem Vorjahr nicht verteidigen konnte, fiel sie in der Weltrangliste weit zurück. Trotz zweier Titel bei Turnieren der $50.000-Kategorie auf der ITF-Tour, beendete sie das Jahr außerhalb der besten 100.
Anfang 2017 musste Van Uytvanck erneut wegen einer Verletzung pausieren und gab erst im März in Indian Wells ihren Saisoneinstand. Nach einem durchwachsenen Saisonverlauf konnte sie in Québec nach einem Endspielsieg über Tímea Babos ihren ersten Turniersieg auf der WTA Tour erringen und durch eine weitere Finalteilnahme in Poitiers in die Top 100 der Weltrangliste zurückkehren. Im Februar 2018 folgte dann ihr zweiter Triumph beim WTA-Turnier in Budapest nach einem Finalsieg über Dominika Cibulková. Ihr bestes Grand-Slam-Resultat gelang ihr in Wimbledon, wo sie nach einem Zweitrundenerfolg über Garbiñe Muguruza, ihrem ersten Sieg gegen eine Top-10-Spielerin, bis ins Achtelfinale vorrückte, in dem sie sich Darja Kassatkina geschlagen geben musste. Anschließend erzielte sie mit Platz 37 ihre bislang beste Weltranglistenposition, auf die eine Serie von sieben Niederlagen am Stück folgte, die erst mit dem Halbfinaleinzug in Linz ein Ende fand. In Luxemburg konnte sie an der Seite ihrer damaligen Lebensgefährtin Greet Minnen im Doppel ihren ersten WTA-Titel feiern.
Seit 2019 macht Van Uytvanck vor allem durch gute Resultate bei kleineren WTA-Turnieren auf sich aufmerksam. So verteidigte sie zunächst erfolgreich ihren Titel in Budapest gegen Markéta Vondroušová. Außerdem stand sie im Finale des WTA-Challengers in Karlsruhe und gewann im September in Taschkent ihr viertes WTA-Turnier, nachdem sie im Endspiel Sorana Cîrstea in drei Sätzen bezwingen konnte. 2020 erzielte sie vor dem coronabedingten Saisonabbruch das Halbfinale in Lyon. Nach einem durchwachsenen Start in die Saison 2021, erreichte Van Uytvanck gemeinsam mit Minnen in Belgrad ihr drittes WTA-Doppelfinale, das die beiden aber gegen Aleksandra Krunić und Nina Stojanović verloren. Erst mit dem Beginn der Rasensaison, zeigte Van Uytvanck auch im Einzel mit besseren Leistungen auf und gewann in Nottingham ein ITF-Turnier der $100.000-Kategorie. Bei ihrer ersten Teilnahme an Olympischen Sommerspielen in Tokio stieß sie im Einzelwettbewerbs nach Siegen über Ivana Jorović und Petra Kvitová in die dritte Runde vor, in der sie schließlich Garbiñe Muguruza unterlag. Im Doppel ging sie zusammen mit Elise Mertens an den Start und schied in der ersten Runde erneut gegen die Spanierin und ihre Teampartnerin Carla Suárez Navarro aus. Van Uytvanck beendete die Saison danach mit einer Reihe guter Ergebnisse in der Halle. So errang sie mit Minnen in Luxemburg nach einem Endspielsieg gegen Erin Routliffe und Kimberley Zimmermann ihren zweiten WTA-Turniersieg im Doppel, bevor sie in Nur-Sultan in ihrem insgesamt fünften WTA Tour-Einzelfinale durch einen Sieg im Finale über Julija Putinzewa ihren fünften Triumph landete. Anschließend gewann Van Uytvanck in Limoges ihren zweiten WTA Challenger. Im Finale schlug sie dort Ana Bogdan und blieb im gesamten Turnierverlauf ohne Satzverlust.
Im Jahr 2012 spielte Van Uytvanck erstmals für die belgische Billie-Jean-King-Cup-Mannschaft; ihre Billie-Jean-King-Cup-Bilanz weist bislang 15 Siege bei 15 Niederlagen aus.
Am 19. August 2024 beendete sie ihre Karriere.

## Turniersiege

### Einzel
| Nr. | Datum              | Turnier             | Kategorie         | Belag             | Finalgegnerin          | Ergebnis       |
| --- | ------------------ | ------------------- | ----------------- | ----------------- | ---------------------- | -------------- |
| 1.  | 13. Februar 2011   | Vale do Lobo        | ITF $10.000       | Hartplatz         | Eliza Kostowa          | 6:4, 4:6, 6:2  |
| 2.  | 13. März 2011      | Dijon               | ITF $10.000       | Hartplatz (Halle) | Claire Feuerstein      | 6:2, 6:3       |
| 3.  | 8. Mai 2011        | Edinburgh           | ITF $10.000       | Sand              | Justyna Jegiołka       | 6:75, 6:4, 6:2 |
| 4.  | 6. November 2011   | Sunderland          | ITF $10.000       | Hartplatz (Halle) | Tara Moore             | 6:4, 6:1       |
| 5.  | 15. Januar 2012    | Glasgow             | ITF $10.000       | Hartplatz (Halle) | Francesca Stephenson   | 6:3, 6:0       |
| 6.  | 11. November 2012  | Équeurdreville      | ITF $25.000       | Hartplatz (Halle) | Julie Coin             | 6:1, 3:6, 6:3  |
| 7.  | 27. Januar 2013    | Andrézieux-Bouthéon | ITF $25.000       | Hartplatz (Halle) | Ana Vrljić             | 6:1, 6:4       |
| 8.  | 28. April 2013     | Chiasso             | ITF $25.000       | Sand              | Katarzyna Kawa         | 7:62, 6:3      |
| 9.  | 22. September 2013 | Shrewsbury          | ITF $25.000       | Hartplatz (Halle) | Marta Sirotkina        | 7:5, 6:1       |
| 10. | 10. November 2013  | Taipeh              | WTA Challenger    | Hartplatz (Halle) | Yanina Wickmayer       | 6:4, 6:2       |
| 11. | 17. Juli 2016      | Stockton            | ITF $50.000       | Hartplatz         | Anastassija Piwowarowa | 6:3, 3:6, 6:2  |
| 12. | 2. Oktober 2016    | Las Vegas           | ITF $50.000       | Hartplatz         | Sofia Kenin            | 3:6, 7:63, 6:2 |
| 13. | 17. September 2017 | Québec              | WTA International | Teppich (Halle)   | Tímea Babos            | 5:7, 6:4, 6:1  |
| 14. | 25. Februar 2018   | Budapest            | WTA International | Hartplatz (Halle) | Dominika Cibulková     | 6:3, 3:6, 7:5  |
| 15. | 24. Februar 2019   | Budapest            | WTA International | Hartplatz (Halle) | Markéta Vondroušová    | 1:6, 7:5, 6:2  |
| 16. | 28. September 2019 | Taschkent           | WTA International | Hartplatz         | Sorana Cîrstea         | 6:2, 4:6, 6:4  |
| 17. | 20. Juni 2021      | Nottingham          | ITF W100+H        | Rasen             | Arina Rodionova        | 6:0, 6:4       |
| 18. | 2. Oktober 2021    | Nur-Sultan          | WTA 250           | Hartplatz         | Julija Putinzewa       | 1:6, 6:4, 6:3  |
| 19. | 19. Dezember 2021  | Limoges             | WTA Challenger    | Hartplatz (Halle) | Ana Bogdan             | 6:2, 7:5       |
| 20. | 5. Juni 2022       | Surbiton            | ITF W100          | Rasen             | Arina Rodionova        | 7:63, 6:2      |
| 21. | 19. Juni 2022      | Gaiba               | WTA Challenger    | Rasen             | Sara Errani            | 6:4, 6:3       |
| 22. | 8. Oktober 2023    | Reims               | ITF W25           | Hartplatz (Halle) | Julija Awdejewa        | 6:4, 6:4       |
| 23. | 21. April 2024     | Hammamet            | ITF W35           | Sand              | Sada Nahimana          | 6:4, 6:2       |
| 24. | 9. Juni 2024       | Surbiton            | ITF W100          | Rasen             | Tatjana Maria          | 65:7, 6:1, 6:2 |

### Doppel
| Nr. | Datum              | Turnier           | Kategorie         | Belag             | Partnerin          | Finalgegnerinnen                    | Ergebnis  |
| --- | ------------------ | ----------------- | ----------------- | ----------------- | ------------------ | ----------------------------------- | --------- |
| 1.  | 30. März 2013      | Croissy-Beaubourg | ITF $50.000       | Hartplatz (Halle) | Anna-Lena Friedsam | Stéphanie Foretz Gacon Eva Hrdinová | 6:3, 6:4  |
| 2.  | 16. Juli 2016      | Stockton          | ITF $50.000       | Hartplatz         | Kristýna Plíšková  | Robin Anderson Maegan Manasse       | 6:2, 6:3  |
| 3.  | 20. Oktober 2018   | Luxemburg         | WTA International | Hartplatz (Halle) | Greet Minnen       | Wera Lapko Mandy Minella            | 7:63, 6:2 |
| 4.  | 18. September 2021 | Luxemburg         | WTA 250           | Hartplatz (Halle) | Greet Minnen       | Erin Routliffe Kimberley Zimmermann | 6:3, 6:3  |

## Abschneiden bei Grand-Slam-Turnieren

### Einzel
| Turnier         | 2013 | 2014 | 2015 | 2016 | 2017 | 2018 | 2019 | 2020 | 2021 | 2022 | 2023 | 2024 | Karriere |
| --------------- | ---- | ---- | ---- | ---- | ---- | ---- | ---- | ---- | ---- | ---- | ---- | ---- | -------- |
| Australian Open | —    | 1    | 1    | 1    | —    | 1    | 1    | 1    | 2    | 2    | 1    | —    | 2        |
| French Open     | —    | 1    | VF   | —    | 2    | 2    | 1    | 2    | 1    | 2    | —    | 1    | VF       |
| Wimbledon       | Q2   | 2    | 1    | 1    | 1    | AF   | 2    |      | 1    | 1    | —    | 1    | AF       |
| US Open         | Q3   | 1    | 1    | 1    | 1    | 1    | 2    | 1    | 1    | 2    | —    | —    | 2        |

Zeichenerklärung: S = Turniersieg; F, HF, VF, AF = Einzug ins Finale / Halbfinale / Viertelfinale / Achtelfinale; 1, 2, 3 = Ausscheiden in der 1. / 2. / 3. Hauptrunde; Q1, Q2, Q3 = Ausscheiden in der 1. / 2. / 3. Qualifikationsrunde; nicht ausgetragen

### Doppel
| Turnier         | 2014 | 2015 | 2016 | 2017 | 2018 | 2019 | 2020 | 2021 | 2022 | 2023 | Karriere |
| --------------- | ---- | ---- | ---- | ---- | ---- | ---- | ---- | ---- | ---- | ---- | -------- |
| Australian Open | —    | —    | 1    | —    | 1    | 1    | 1    | 1    | 1    | AF   | AF       |
| French Open     | —    | —    | —    | —    | 1    | 1    | 2    | 1    | 2    | —    | 2        |
| Wimbledon       | —    | AF   | —    | —    | —    | 2    |      | 2    | —    | —    | AF       |
| US Open         | 1    | 1    | —    | —    | 1    | —    | 1    | AF   | 1    | —    | AF       |

## Privates
Ihre Lebensgefährtin ist Greet Minnen. Im Juli 2019 trafen sie erstmals in einem Turnier in Karlsruhe aufeinander. Van Uytvanck konnte das Erstrundenmatch mit 6:4, 1:6 und 6:1 für sich entscheiden.